# Francisco Chimoio

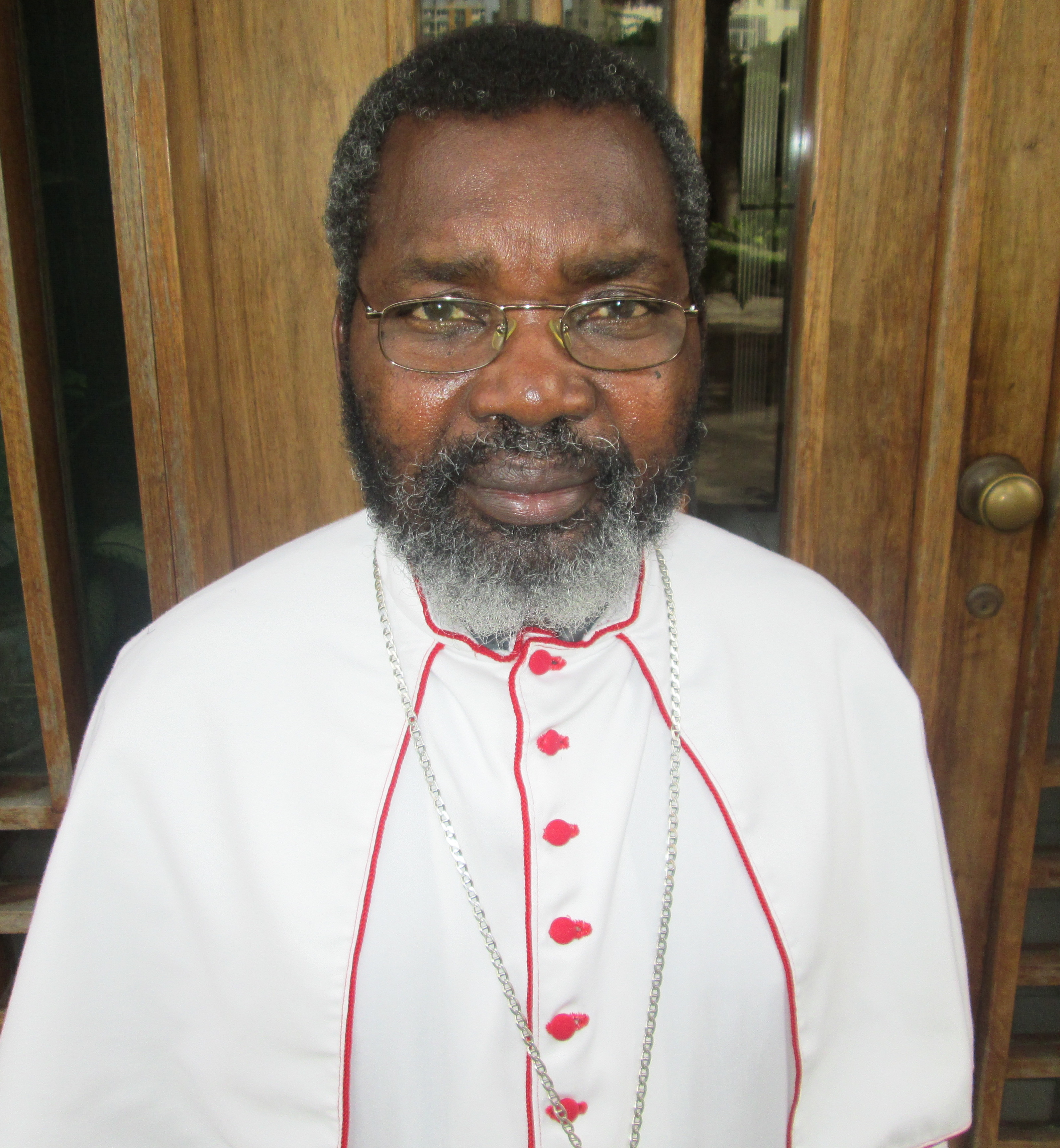
Francisco Chimoio (2015)

Francisco Chimoio OFMCap (* 6. Dezember 1947 in Búzi, Sofala) ist ein mosambikanischer Ordensgeistlicher und emeritierter römisch-katholischer Erzbischof von Maputo. 

## Leben
Francisco Chimoio trat 1967 der Ordensgemeinschaft der Kapuziner bei und legte am 26. Februar 1978 die ewige Profess ab. Am 9. Dezember 1979 empfing er in Macúti durch den Bischof von Beira, Jaime Pedro Gonçalves, das Sakrament der Priesterweihe. Chimoio war zunächst als Superior der Kapuziner-Kustodie in Quelimane tätig. 1984 wurde er für weiterführende Studien nach Rom entsandt, wo er 1987 an der Päpstlichen Hochschule Antonianum ein Lizenziat im Fach Missionswissenschaft erwarb. Nach der Rückkehr in seine Heimat wurde er Novizenmeister seiner Ordensgemeinschaft in Quelimane. Von 1993 bis 1999 fungierte Chimoio als Vize-Provinzial der mosambikanischen Ordensprovinz der Kapuziner. Anschließend wirkte er erneut als Novizenmeister.
Papst Johannes Paul II. ernannte ihn am 5. Dezember 2000 zum Bischof von Pemba. Der Erzbischof von Beira, Jaime Pedro Gonçalves, spendete ihm am 25. Februar 2001 in Quelimane die Bischofsweihe; Mitkonsekratoren waren der Erzbischof von Nampula, Tomé Makhweliha SCI, und der Bischof von Quelimane, Bernardo Filipe Governo OFMCap. Die Amtseinführung erfolgte am 4. März 2001.
Am 22. Februar 2003 bestellte ihn Papst Johannes Paul II. zum Erzbischof von Maputo. Bis zur Amtseinführung seines Nachfolgers als Bischof von Pemba, Ernesto Maguengue, am 14. November 2004 leitete Chimoio das Bistum weiterhin als Apostolischer Administrator. Papst Franziskus berief ihn am 29. März 2014 zusätzlich zum Mitglied der Kongregation für die Institute des geweihten Lebens und für die Gemeinschaften des apostolischen Lebens und bestätigte ihn am 28. Mai 2019 für weitere fünf Jahre in dieser Funktion. Außerdem nahm Chimoio 2009 an der zweiten Sonderversammlung für Afrika der Bischofssynode zum Thema Die Kirche in Afrika im Dienst der Versöhnung, der Gerechtigkeit und des Friedens teil und 2015 an der 14. ordentlichen Vollversammlung der Bischofssynode zum Thema Berufung und Sendung der Familie in Kirche und Welt von heute. Darüber hinaus leitete er zeitweise die Flüchtlingshilfe des Treffens der Bischöfe in Südafrika (IMBISA). Vom 10. November 2015 bis zum 11. November 2018 war er zudem Präsident der Mosambikanischen Bischofskonferenz.
Am 5. Mai 2023 nahm Papst Franziskus das von Francisco Chimoio aus Altersgründen vorgebrachte Rücktrittsgesuch an.

## Wirken
Im September 2007 beschuldigte Chimoio im Rahmen der 33-Jahr-Feier der Unabhängigkeit Mosambiks die europäischen Staaten, absichtlich mit AIDS infizierte Kondome nach Afrika zu liefern, um die Kolonialisierung des Kontinents voranzutreiben. Chimoio dazu: „Condoms are not sure because I know that there are two countries in Europe, they are making condoms with the virus on purpose“.